# Kaya Turski
Kaya Turski (ur. 3 maja 1988 w Montrealu) – kanadyjska narciarka dowolna polskiego pochodzenia, specjalizująca się w slopestyle’u. W 2011 roku wywalczyła srebrny medal podczas mistrzostw świata w Park City w 2011 roku. Na rozgrywanych dwa lata później mistrzostwach świata w Voss była najlepsza, pokonując swą rodaczkę, Darę Howell i Grete Eliassen z USA. W 2014 roku wystartowała na igrzyskach olimpijskich w Soczi, gdzie po dwóch wywrotkach w kwalifikacjach uplasowała się na 19. miejscu. W zawodach Pucharu Świata zadebiutowała 4 marca 2012 roku w Mammoth Mountain wygrywając slopestyle'a. Tym samym już swoim debiucie nie tylko zdobyła pierwsze pucharowe punkty, ale od razu sięgnęła po zwycięstwo. Najlepsze wyniki osiągnęła w sezonie 2011/2012, kiedy to w klasyfikacji generalnej zajęła 45. miejsce, a w klasyfikacji slopestyle’u wywalczyła ex aequo z Linn-Ida Murud Małą Kryształową Kulę. Poza tym jest także czterokrotną mistrzynią Winter X-Games w slopestyle’u.

## Osiągnięcia

### Igrzyska olimpijskie
| Miejsce | Dzień     | Rok  | Miejscowość | Konkurencja | Zwycięzca   |
| ------- | --------- | ---- | ----------- | ----------- | ----------- |
| 19.     | 11 lutego | 2014 | Soczi       | Slopestyle  | Dara Howell |

### Mistrzostwa świata
| Miejsce | Dzień    | Rok  | Miejscowość   | Konkurencja | Zwycięzca   |
| ------- | -------- | ---- | ------------- | ----------- | ----------- |
| 2.      | 3 lutego | 2011 | Park City     | Slopestyle  | Anna Segal  |
| 1.      | 9 marca  | 2013 | Voss          | Slopestyle  | -           |
| DNS     | 19 marca | 2017 | Sierra Nevada | Slopestyle  | Tess Ledeux |

### Puchar Świata

#### Miejsca w klasyfikacji generalnej
- sezon 2011/2012: 45.
- sezon 2012/2013: 114.
- sezon 2015/2016: 55.
- sezon 2016/2017: 144.

#### Miejsca na podium w zawodach
1. Mammoth Mountain – 4 marca 2012 (slopestyle) – 1. miejsce